# قطعنامه ۱۲۵۹ شورای امنیت
قطعنامه ۱۲۵۹ شورای امنیت سازمان ملل متحد که در تاریخ ۱۱ اوت ۱۹۹۹ تصویب شد، سندی بین‌المللی دربارهٔ انتساب دادستان برای دادگاه بین‌المللی کیفری یوگسلاوی سابق و دادگاه بین‌المللی کیفری برای رواندا است. این قطعنامه طی نشست ۴۰۳۳ام با ۱۵ رای موافق، ۰ مخالف و ۰ ممتنع تصویب شد.